# 1823 en Lorraine
Chronologie de la Lorraine
- 1819
- 1820
- 1821
- 1822
- 1823
- 1824
- 1825
- 1826
- 1827

Cette page est une liste d'événements qui se sont produits durant l'année 1823 en Lorraine.

## Événements

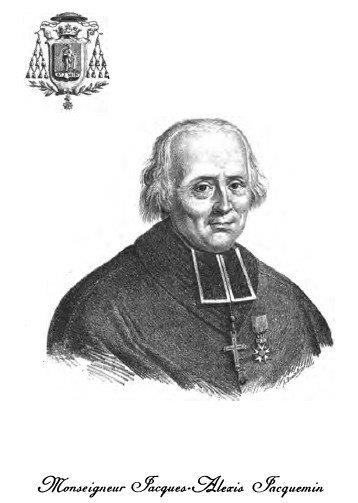
Mgr Jacquemin, évêque de Saint-Dié

- Auguste de Balsac est nommé préfet de la Moselle à Metz.
- Rétablissement des sièges épiscopaux de Verdun et Saint-Dié qui rayonnent sur la Meuse et les Vosges[1],[2].
- Les abbés de Moussac et Lallart de Lebucquière ayant refusé successivement l'évêché de Saint-Dié, c'est Jacques-Alexis Jacquemin qui est finalement nommé.
- Mathieu de Dombasle ouvre à Roville-devant-Bayon une ferme expérimentale qui évoluera en institut agricole; le premier de France[2].

## Naissances
- 1 janvier à Verdun dans la Meuse: Charles Buvignier (mort le 24 décembre 1902 à Verdun) homme politique français.
- 9 janvier à Dieuze : Michel Mayer, décédé le 21 juin 1905 à Paris, rabbin français, rabbin à Verdun (Meuse), puis à Paris, où il est rabbin de la Synagogue des Tournelles de 1877 à 1905.
- 15 janvier à Manheulles : Jean-Auguste Margueritte, mort le 6 septembre 1870 à Beauraing (Belgique), général de division français, tombé lors de la guerre de 1870.
- 23 janvier à Saint-Clément[3] : Giorné Viard[4], mort à Nancy le 10 mai 1885[5], est un sculpteur français.
- 16 septembre à Favières (Meurthe) : Ambroise-Auguste Liébeault, mort à Nancy le 18 février 1904, médecin français célèbre dans le cadre de l'histoire de l'hypnose et du magnétisme animal.
- 21 octobre à Delme :  Victor Lemoine, pépiniériste. Membre de l'École de Nancy.
- 2 décembre à Metz : Auguste Hadamard[6], mort le 9 février 1886 dans le 1er arrondissement de Paris[7], artiste peintre français.

## Décès

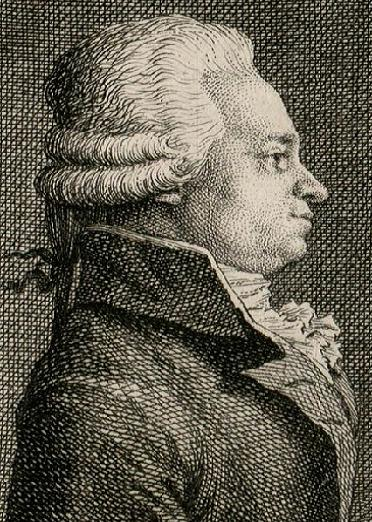
Jean-Louis Emmery

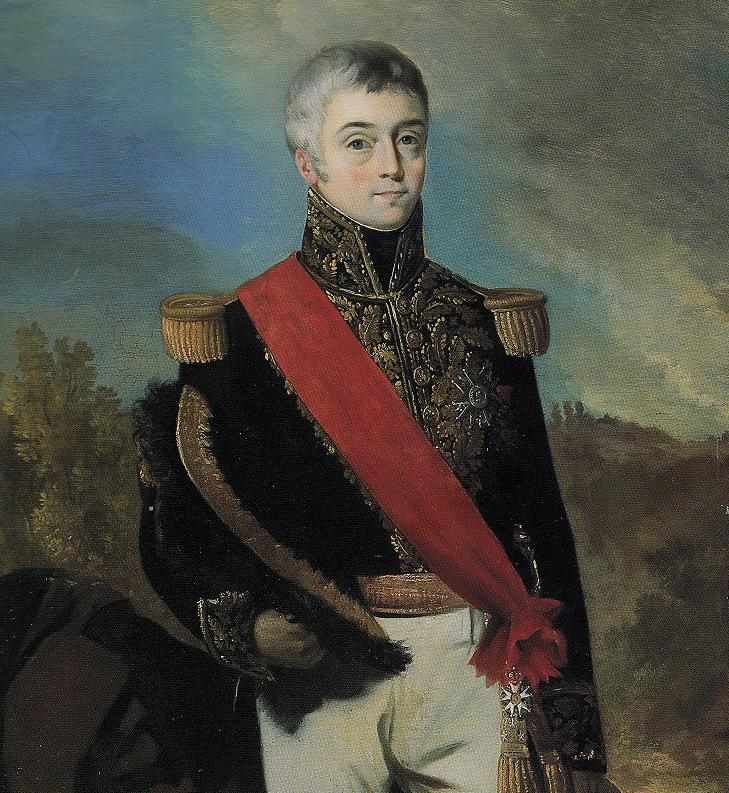
Louis Jean Baptiste Gouvion

- 7 mai à Neufchâteau : Jean-Claude Cherrier, né le 5 février 1752 à Neufchâteau , homme politique français.
- 15 juillet à Metz : Jean-Louis Claude Emmery, comte de Grozyeulx (né le 26 avril 1742 à Metz), magistrat et homme politique français. Il fut président de l'Assemblée Constituante du 25 septembre au 9 octobre 1790, puis du 4 au 17 janvier 1791.
- 15 août à Cierges (Meuse) : Claude Marie de Saint Quentin, né le 26 février 1739 à Hagnicourt (Ardennes), général de brigade de la Révolution française.
- 21 septembre à Metz : Jean-Nicolas, baron Humbert, dit Humbert de Fercourt, né le 10 aout 1751[8],[9] à Metz (Moselle), général français de la Révolution et de l’Empire.
- 27 septembre à Nancy[10] : Antoine Eustache d'Osmond, comte de l'Empire, prélat français né à Saint Domingue le 6 février 1754.
- 20 octobre à Vannes-le-Châtel (Meurthe): Louis-Nicolas Griveau est un homme politique français né le 27 juillet 1743 à Mormant (Seine-et-Marne).
- 21 octobre à Saint-Mihiel (Meuse) : François Alexandre Grosjean, né le 14 avril 1747 à Saint-Mihiel (Meuse), militaire français de la Révolution et de l’Empire.
- 29 octobre à Sarreguemines : François d'Avrange d'Haugéranville, né le 4 novembre 1745 à Saint-Avold, général français de la Révolution et de l’Empire.
- 22 novembre : Louis Jean Baptiste, comte Gouvion né le 6 février 1752 à Toul, général de la Révolution et du Premier Empire et un homme politique français.